# Rudolf Gramlich
Rudolf Gramlich, noto anche come Rudi Gramlich (Francoforte sul Meno, 6 giugno 1908 – Francoforte sul Meno, 14 marzo 1988), è stato un allenatore di calcio e calciatore tedesco, di ruolo centrocampista.

## Carriera
Fu il capitano della Nazionale tedesca ai Giochi olimpici del 1936.